# Ōkami to Kōshinryō
Ōkami to Kōshinryō (jap. 狼と香辛料, dt. „Wolf und Gewürz“), in Deutschland als Manga unter dem Titel Spice & Wolf veröffentlicht, ist eine japanische Light-Novel-Reihe, die von Isuna Hasekura geschrieben und von Jū Ayakura illustriert wird. Obwohl als fantastisches Abenteuer mit Magie in einer mittelalterlichen Zeit mit europäischen Einflüssen konzipiert, schneidet die Buchreihe verstärkt Themen der Ökonomie und des Handels an und verzichtet auf das übliche Schwert-und-Magie-Schema. Die Handlung folgt dem reisenden Händler Kraft Lawrence, der auf die heidnische Wolfsgöttin Holo (Horo) trifft. In Gestalt eines fünfzehn Jahre alten menschlichen Mädchens – abgesehen von ihren Ohren und ihrem Schwanz (Kemonomimi) – begleitet sie Lawrence auf seinen Handelswegen. Dabei hilft sie ihm mit ihrem natürlichen Gespür seinen Profit zu steigern.
Die erste Ausgabe erhielt noch vor der Veröffentlichung im Jahr 2005 den 12. Dengeki-Preis in Silber und die Mainichi Shimbun beschreibt die Buchreihe als eine „einzigartige Fantasy“. Die Light Novel wurde durch verschiedene Medien adaptiert. Dazu gehört eine Manga-Reihe, eine Anime-Umsetzung mit zwei Staffeln zu je 13 Folgen von 2008 und 2009 und eine Neuverfilmung aus dem Jahr 2024 sowie eine Umsetzung als Ren’ai-Simulation.

## Handlung
Der reisende Händler Kraft Lawrence ist auf seinen gewohnten Handelsrouten unterwegs, um mit verschiedensten Dingen zu handeln. Als er in der Nähe der Ortschaft Pasroe die Nacht verbringt, entdeckt er in seinem Wagen die Wolfsgöttin Holo. Sie stellt sich ihm als die Göttin der Ernte vor, die ihrem Besitzer für viele Jahre eine gute Weizenernte beschert.
Trotz ihrer Verantwortung für Pasroe möchte sie in ihr nördliches Heimatland Yoitsu zurückkehren. In der Überzeugung, dass die Menschen sie bereits vergessen hätten und sie ihr Versprechen, für eine gute Ernte zu sorgen, bereits erfüllt hat, möchte sie Kraft Lawrence auf seinem Weg begleiten. Auf ihrer Reise hilft ihnen Holos Instinkt und Weisheit immer wieder bei der Steigerung des Profits. Gleichzeitig zieht Holo aber auch die Aufmerksamkeit der Kirche auf sich, die die beiden verfolgt und auch immer wieder für den Verlust von Teilen der Einnahmen verantwortlich ist. In der Buchreihe verlieben sich die beiden langsam ineinander.

## Charaktere
Kraft Lawrence (クラフト・ロレンス, Kurafuto Rorensu)
Er ist ein fünfundzwanzig Jahre alter reisender Händler, der mit seinem Pferdewagen von Stadt zu Stadt fährt. Bereits im Alter von zwölf Jahren fing er an bei einem Verwandten als Kaufmann zu arbeiten und ist seit dem achtzehnten Lebensjahr allein unterwegs. Mit dem Ziel vor Augen irgendwann genug Geld verdient zu haben um ein eigenes Geschäft zu eröffnen, ist er nun bereits seit sieben Jahren unterwegs. Trotz seiner feindlichen Gesinnung den Wölfen gegenüber, die ihn bereits acht Mal angegriffen haben sollen, nimmt er Holo auf seine Reisen mit. Immer wieder von der etwas sorglosen Art Holos verärgert entwickelt er mit der Zeit eine starke Zuneigung zu ihr.
Holo (ホロ, Horo)
Als Wolfsgöttin stammt Holo aus einem Yoitsu bezeichneten nördlichen Land. Nach der Aufgabe ihres Versprechens gegenüber der Siedlung Pasroe begleitet sie Kraft Lawrence auf seinen Geschäftsreisen. Trotz ihrer Erscheinung als fünfzehn Jahre altes Mädchen ist sie bereits über sechshundert Jahre alt und besitzt im Normalfall die Form eines sehr großen Wolfs, der von vielen Menschen gefürchtet wird.
Sie selbst bezeichnet sich als „Weiser Wolf von Yoitsu“ (ヨイツの賢狼, Yoitsu no Kenrō). Sie ist üblicherweise sehr hochmütig und besitzt einen starken Trieb zur Unabhängigkeit. Aufgrund ihrer hunderte Jahre andauernden Isolation in Pasroe ist sie aber auch sehr einsam und zeigt ab und zu ihre schwache Seite. Sie sieht aus wie ein 15-jähriges Mädchen, spricht jedoch altertümlich – in der japanischen Fassung ist ihre Sprache der einer Oiran (Kurtisane) nachempfunden, in der deutschen Fassung erzt sie Lawrence. Als Person stolzer Abstammung ist sie häufig damit beschäftigt, ihren Schwanz zu kämmen und zu pflegen. Hinzu kommt ein ungewöhnlich starker Drang nach Essen, besonders Äpfel, und Alkohol.
Obwohl sie in Fankreisen zumeist als Horo bezeichnet wird, bestand der japanische Lizenzgeber auf die Verwendung von „Holo“ als Transkription. So war beispielsweise Yen Press in den Vereinigten Staaten – trotz Protesten der Fans – gezwungen diese Übersetzung zu verwenden.
Chloe (クロエ, Kuroe)
Chloe ist ein Charakter der nur innerhalb des Animes auftaucht. Als Bewohnerin von Pasroe kennt sie Lawrence schon seit langem und er brachte ihr das Prinzip des Handels näher. Nicht wissend was sie ihm gegenüber empfinden soll, respektiert sie ihn als Lehrer und guten Freund. In späteren Handlungsabschnitten bricht sie diese Freundschaft ab, schließt sich der Kirche an. Seitdem versucht sie Holo gefangen zunehmen und zu töten.
Nola Arendt (ノーラ・アレント, Nōra Arento)
Ihren ersten Auftritt hatte sie in der zweiten Ausgabe der Light Novel. Als erfahrene Schafhirtin stammt sie aus der Kirchenstadt Rubinhaigen und besitzt mit ihrem gut trainierten Hund Enekk einen ebenfalls erfahrenen Helfer.

## Light-Novel-Reihe
Die Light-Novel-Reihe wurde von dem Autor Isuna Hasekura geschriebene und von Jū Ayakura im Stile eines Manga bzw. Animes illustriert. Die erste Ausgabe wurde noch vor ihrer Veröffentlichung bei ASCII Media Works für den 12. Dengeki-Preis im Jahr 2005 eingereicht. Dort gewann sie unter mehr als dreitausend Einsendungen den Preis in Silber und belegte damit den dritten Platz. Die erste Veröffentlichung als Bunkobon erfolgte schließlich am 10. Februar 2006 durch ASCII Media Works unter dem Label Dengeki Bunko. Bis zum vorläufigen Abschluss der Reihe am 10. Juli 2011 sind insgesamt 17 Bände veröffentlicht worden. Die ersten neun Ausgaben der Reihe verkaufte sich insgesamt mehr als 2,2 Millionen Mal. Seit 2016 wird die Reihe wieder fortgesetzt; bisher sind insgesamt 24 Bände erschienen (Stand: Januar 2023).
Im englischsprachigen Raum wurde die Light Novel von Yen Press im September 2008 lizenziert, zunächst jedoch nur die ersten sechs Bände. Die erste übersetzte Ausgabe erschien im Dezember 2009, wobei weitere im 6-Monatsabstand folgten. Am 10. April 2012 gab der Verlag bekannt, auch die Bände 7 bis 9 lizenziert zu haben sowie den Veröffentlichungsabstand auf drei Bände pro Jahr anzuheben.

## Manga
Eine von Keito Koume gezeichnete Manga-Adaption mit dem Text von Isuna Hasekura erschien vom 27. September 2007 bis Dezember 2017 innerhalb der Seinen-Magazins Dengeki Maō. ASCII Media Works, der Herausgeber des Magazins, veröffentlichte ab 27. März 2008 die Kapitel in Sammelbänden (Tankōbon) unter dem eigenen Label Dengeki Comics in insgesamt 16 Bänden.
Von Februar 2011 bis November 2018 veröffentlichte der Verlag Panini unter seinem Label Planet Manga den Manga komplett auf Deutsch. Seit Januar 2025 veröffentlicht selbiger Verlag eine Deluxe Edition in bisher vier von acht geplanten Bänden (Stand August 2025).
Eine Fortsetzung der Serie, geschaffen von Hidori, erscheint seit Juli 2019 im Magazin Dengeki Maō. Seit September 2020 wird der Manga von Panini Comics auf Deutsch als Spice & Wolf: Die Abenteuer von Col und Miyuri veröffentlicht.

## Anime

### Erste Staffel
Als Anime-Fernsehserie mit dem englischen Untertitel Spice and Wolf wurden die ersten beiden Bände der Buchreihe durch das Animationsstudio Imagin adaptiert. Regie führte Takeo Takahashi nach dem Drehbuch von Naruhisa Arakawa. Takeo Takahashi wurde dabei als großer Fan der Buchreihe zitiert. Das Charakterdesign wurde weitgehend aus der Romanvorlage übernommen und von Kazuya Kuroda überarbeitet.
Im Vorspann wurde der Titel Tabi no Tochū (旅の途中) von Natsumi Kiyoura verwendet. Wie der Vorspann wurde auch der Titel des Abspanns Ringo Hiyori – The Wolf Whistling Song (リンゴ日和 ～The Wolf Whistling Song) von Rocky Chack auf einer Maxi-Single veröffentlicht, die am 6. Februar 2008 erschienen. Am 12. März 2008 wurde der Soundtrack zu der Serie veröffentlicht.
Die 13 Folgen umfassende Serie wurde in Japan vom 9. Januar bis zum 26. März 2008 nach Mitternacht (und damit am vorigen Fernsehtag) auf Chiba TV und TV Saitama erstausgestrahlt. Mit knapp 2 Stunden Versatz folgte TV Aichi, ab 10. auf TV Kanagawa, ab 11. auf KBS Kyōto und Sun-TV, ab 12. auf Tokyo MX und ab 24. Januar landesweit auf AT-X. Jedoch wurde die siebente Folge nicht übertragen, sondern stattdessen exklusiv auf DVD angeboten. Nach dem Ende der Fernsehausstrahlung wurde die Serie von Pony Canyon auf DVD veröffentlicht. Die erste DVD beinhaltete die ersten drei Folgen und wurde am 2. April 2008 veröffentlicht. Dieser folgten bis zum 29. August 2008 fünf weitere DVDs mit jeweils zwei Folgen, wobei die dritte DVD auch die OVA (7. Folge) enthielt. Am 30. Januar 2009 erschien die Serie in Japan erneut als Blu-ray-Box.
Außerhalb Japans wurde die Serie von Kadokawa Pictures USA lizenziert, aber von Funimation vertrieben. NipponArt veröffentlichte die Serie in einer deutschen Synchronisation zwischen dem 5. Dezember 2019 und 25. Mai 2020 auf drei Blu-rays. Ab dem 17. August 2020 wurde diese Fassung von ProSieben Maxx auf Deutsch ausgestrahlt.

### Zweite Staffel
Eine zweite Staffel mit dem Titel Ōkami to Kōshinryō II wurde vom 9. Juli bis zum 24. September 2009 nach Mitternacht auf TV Kanagawa im japanischen Fernsehen gezeigt. Mit einer Stunde Versatz folgte TV Aichi, am nächsten Tag Chiba TV und Sun TV und am Tag darauf KBS Kyōto, Saitama TV und Tokyo MX und ab 20. Juli landesweit AT-X. Sie umfasst 13 Folgen, darunter eine Act 0 genannte Folge die nicht im Fernsehen ausgestrahlt wurde, sondern am 30. April 2009 als DVD-Beilage (OVA) zur Visual Novel (Dengeki Bunkos Terminus für Kurzgeschichten/Romane, bezeichnet sonst jedoch ein Computerspielgenre) Ōkami to Kōshinryō: Ōkami to Kin no Mugiho (狼と香辛料 狼と金の麦穂) beilag. Eine DVD- und auch Blu-Ray-Fassung erschienen ab 7. Oktober 2009, wobei das erste Volume ebenfalls Act 0 enthielt.
Die zweite Staffel entspricht im Wesentlichen dem Inhalt der Romanbände 3 und 5.
In weiten Teilen arbeiteten die gleichen Mitarbeiter an der Serie, wie in der ersten Staffel. Jedoch wurde der Characterdesigner Kazuya Kuroda durch Toshimitsu Kobayashi ersetzt und die Animation übernimmt das Studio Brain’s Base, anstelle von Imagin. NipponArt veröffentlicht die Serie seit dem 20. Juli 2020 auf Blu-ray, wobei die letzte am 1. Oktober erscheinen soll.
Der Vorspann wurde mit dem Titel Mitsu no Yoake (蜜の夜明け) unterlegt, der von Akino Arai gesungen wurde. Im Abspann, der wie in der ersten Staffel die Charaktere stark verniedlicht und im Stile eines Kinderbuches gehalten ist, war der Titel Perfect World zu hören. Er wurde von Yūho Iwasato geschrieben und von Tarō Yamashita komponiert. Die Interpretation übernahm wie bereits im Abspann des ersten Teiles die Gruppe Rocky Chack.

### Neuverfilmung 2024
Im Juli 2023 wurde eine Neuverfilmung unter dem Titel Ōkami to Kōshinryō: merchant meets the wise wolf angekündigt. Der Anime entstand unter der Regie von Takeo Takahashi und Hijiri Sanpei bei Passione. Die Drehbücher schrieb Tatsuhiko Urahata, das Charakterdesign entwarf Koji Haneda und die künstlerische Leitung lag bei Kazuhiro Inoue. Die Animationsarbeiten leitete Koji Haneda und Maki Kanō war für die 3D-Animationen verantwortlich. Die Kameraführung lag bei Kōji Hayashi und Tonregie führte Tomohiro Yoshida. Die Musik komponierte Kevin Penkin und die Vorspannlieder sind Tabi no Yukue, gesungen von Hana Hope, und Sign, gesungen von Aimer. Die Abspanne sind unterlegt mit den Liedern Andante von Claris und Ringo no Kimi von NeRiAme.
Die Serie wird seit dem 1. April 2024 von den Sendern TV Tokyo, TV Ōsaka, TV Aichi, BS TV Tokyo und AT-X in Japan ausgestrahlt. Parallel dazu findet eine internationale Veröffentlichung über die Plattform Crunchyroll statt. Diese erfolgte zeitgleich mit Japan mit Untertiteln in diversen Sprachen, darunter auch Deutsch und Englisch. Mit Verzögerung wurden Synchronfassungen veröffentlicht. Die deutsche Fassung startete am 22. April 2024.

### Synchronisation
| Rolle            | japanischer Sprecher (Seiyū) | deutscher Sprecher      |
| ---------------- | ---------------------------- | ----------------------- |
| Kraft Lawrence   | Jun Fukuyama                 | Louis Friedemann Thiele |
| Holo             | Ami Koshimizu                | Julia Bautz             |
| Chloe            | Kaori Nazuka                 | Nicole Hise             |
| Nora Arendt      | Mai Nakahara                 | Jana Dunja Gries        |
| Zheren           | Daisuke Namikawa             | Ferdi Özten             |
| Richten Marlheit | Hōchū Ōtsuka                 | Hans Bayer              |

## Computerspiel
Auf der Grundlage der Buchreihe und der Anime-Serie entstand das Computerspiel Ōkami to Kōshinryō: Boku to Horo no Ichinen (狼と香辛料 ボクとホロの一年, dt. „Wolf und Gewürze: Mein eines Jahr mit Holo“) für Nintendo DS. Als eine Mischung aus Ren’ai-Simulation und Wirtschaftssimulation erschien es am 26. Juni 2008. Der Spielende übernimmt dabei die Rolle von Kraft Lawrence, der zusammen mit Holo ein Jahr lang unterwegs ist. Die Spielwelt unterscheidet sich dabei von der aus dem Buch und der Serie bekannten. Im Spiel sprach wie im Anime Ami Koshimizu die Rolle von Holo.
Am Tag der Veröffentlichung erschien das Spiel sowohl in einer regulären als auch in einer limitierten Auflage. Die teurere limitierte Auflage beinhaltete ein zusätzliches lebensgroßes Poster von Holo.